# Ayere-Ahan jezici
Ayere-Ahan jezici, jedna od desetak skupina benue-kongoanskih jezika koja obuhvaća tek dva jezika, àhàn, kojim govori oko 300 ljudi u nigerijskoj državi Ondo. Drugi jezik po kojoj skupina nosi ime, ayere, činio je (po ethnologue 15th) poseban ogranak skupine Defoid,
Prema drugoj klasifikaciji jezici ayere i ahan dva su od 11 dijalekata jezika sjeverni akoko, ili su po najnovijoj klasifikaciji posebna skupina Defoid jezika.

## Vanjske poveznice
- Ethnologue (14th)